# 寶可夢 晶燦鑽石／明亮珍珠
《寶可夢 晶燦鑽石／明亮珍珠》是由ILCA開發，寶可夢公司發行，並在任天堂Switch平台上發售的角色扮演遊戲。本作是《寶可夢 鑽石／珍珠》的重製版，於2021年11月19日發售。

## 開發
本作由日本開發商ILCA負責製作，為系列首度非GAME FREAK製作的本傳遊戲，並由ILCA的植田祐一及《寶可夢 鑽石／珍珠》的總監增田順一共同執導。本作亦是ILCA首次独立开发的主机游戏。
本作於2021年2月26日的寶可夢25週年發表會「Pokémon Presents 2021.02.26」上首次發表，並在後續公布於2021年11月19日全球發售。

## 評價
本作在發售後獲得褒貶不一的評價，部分認為本作過於忠實還原任天堂DS上的原作，卻沒有依照新硬體的性能改進並創、且遊戲也被發現含有許多BUG，導致玩家能夠修改遊戲內的資料。
本作在日本發售三天內銷售出139.6萬套，在英國為當年度電子遊戲首周銷量第二名，僅次於《FIFA 22》。
截至2022年9月底，遊戲的全球銷售量已達1492萬套。

## 外部連結
- 官方网站：繁體中文、简体中文、日本、北美